# Akkád nyelv

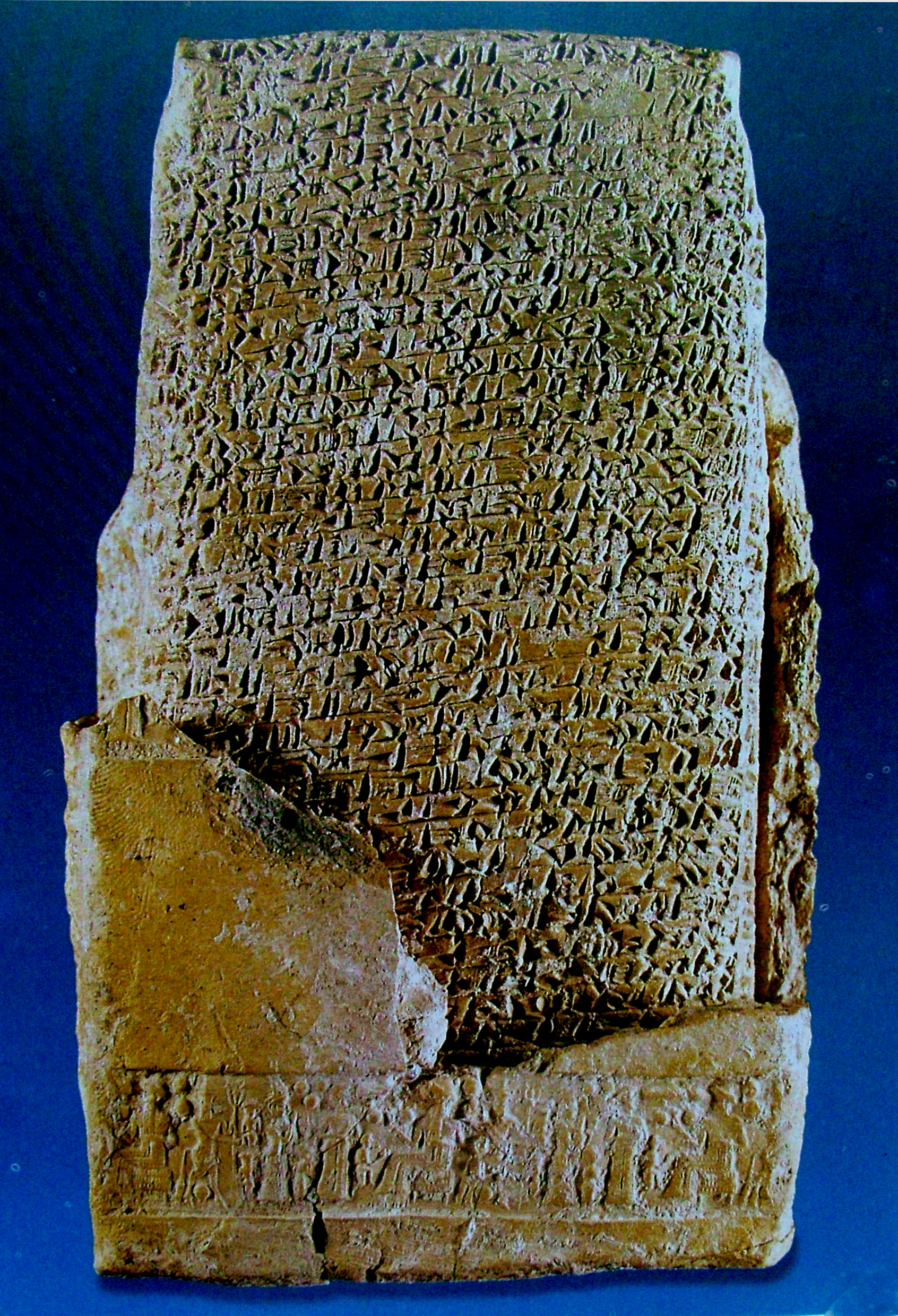
Ékírásos levél, alján a boríték maradványaival, Kültepe, i. e. 19. század, 11,1 cm.

Az akkád (i. e. 2600 – i. sz. 75, ékírással: 𒀝𒂵𒌈, ak-ka-AD-û, lišānum akkadītum) egy sémi nyelv volt, amit egykor Mezopotámiában beszéltek az asszírok és babiloniak. A legkorábbi dokumentált sémi nyelvként az ékírást használták lejegyzéséhez, amelyet a sumertől kölcsönzött.
A nyelv neve Agade városából ered, amely az idők folyamán a mezopotámiai civilizáció egyik fontos központjává vált.

## Nyelvtörténeti korszakok
Az akkád több változatba is besorolható a köztük fönnálló tér- és időbeli különbségek alapján:
- óakkád – i. e. 2600–1950 (a nyelv maga jóval korábbi, már i. e. 3000 körül jelen van, csak írásos emléke nincs);
- mári nyelv – i. e. 2800–1700, a Középső-Eufrátesz vidéke;
- óbabiloni – i. e. 2000–1400;
- óasszír – i. e. 2000–1500;
- középasszír – 1500–1000;
- középbabiloni – i. e. 1400–1000 (ezek nyelvemlékei óakkádul íródtak, a nyelvekről konkrét ismeret nincs, csak az ó és új változatuk közti átmenet alapján);
- újasszír – i. e. 1000–612;
- újbabiloni – i. e. 1000–600;
- későbabiloni – i. e. 600 – i. sz. 75.

Az asszír és babiloni nyelvek is akkád nyelvjárásokból alakultak ki, amelyek valószínűleg két sémi népcsoport különböző irányú és idejű bevándorlására vezethetők vissza. Az asszír nyelv a Tigris középső és felső szakaszán terjedt el, a babiloni pedig eredetileg az Eufrátesz alsó folyásának egy rövid szakaszára korlátozódott. Ezeket az átmeneti idiómákat szokás tigrisi és eufráteszi akkád nyelvjárásoknak nevezni. Az újbabiloni nyelv erős arámi hatást mutat. Az újasszír is más sémi nyelvek hatására alakult, de ezek inkább a kassú (kasszita), és más nyugati sémi (amorita), a levantei térségben elterjedt nyelvek lehettek.

## Írása
Az akkád írástudók a nyelvet az ékírás módosított változatával írták, amit eredetileg a sumerek használtak. Az akkád rendszerben egy jel jelenthetett (a) egy sumer szójelet, (b) egy sumer szótagot, (c) egy akkád szótagot, valamint (d) egy hangot is. Ennek következtében az olvasás, de maga az írás is meglehetősen nehézkes feladat volt. Másrészt, a sémi nyelvek jellegzetességeiből fakadóan az ékírással a lejegyzés még tökéletlen is volt: a zárhangok és emfatikus hangok leírhatatlanok voltak, továbbá a szótagírás jelleg alkalmatlan az akkádhoz hasonló nyelvek leírására, mivel azokban a szó egy hárommássalhangzós gyökből és a hozzáadott jelentéstöbblet-hordozó magánhangzókból áll. Azonban, még mindezek tudatában is, az akkád írott mivolta kiemelt szereppel bírt a történelem során.

## Hangtana
Az ékírásos akkád szövegek alapján számos proto-sémi hang kiveszett a nyelvből, például a glottális zárhangok, valamint a *h, *ḥ, *ġ frikatívák. Helyük pótlására létrejött az e magánhangzó, amely a többi sémi nyelvben ismeretlen. Az interdentális és zöngétlen frikatívák (*ś, *ṣ́) egybeolvadtak a szibliánsokkal, hogy végül csupán 19 mássalhangzó maradjon:
b p d t ṭ š z s ṣ l g k q ḫ m n r w y.
| Mássalhangzók           | Zöngés | Zöngétlen    | Emfat. | Nazális | Hiátushang   |
| ----------------------- | ------ | ------------ | ------ | ------- | ------------ |
| Labiális plozívák       | b [b]  | p [p]        |        | m [m]   | w [v]        |
| Dentális plozívák       | d [d]  | t [t]        | ṭ [tˁ] | n [n]   | r [r], l [l] |
| Szibliánsok             | z [z]  | s [s], š [ʃ] | ṣ [sˁ] | n [n]   | r [r], l [l] |
| Palatális approximánsok |        |              |        |         | y [j]        |
| Veláris plozívák        | g [g]  | k [k]        | q [kˁ] |         |              |
| Uvuláris frikatívák     |        | ḫ [χ]        |        |         |              |

Négy magánhangzó volt, mindegyik rövid és hosszú változattal:
a, e, i, u, ā, ē, ī, ū

## Nyelvtan

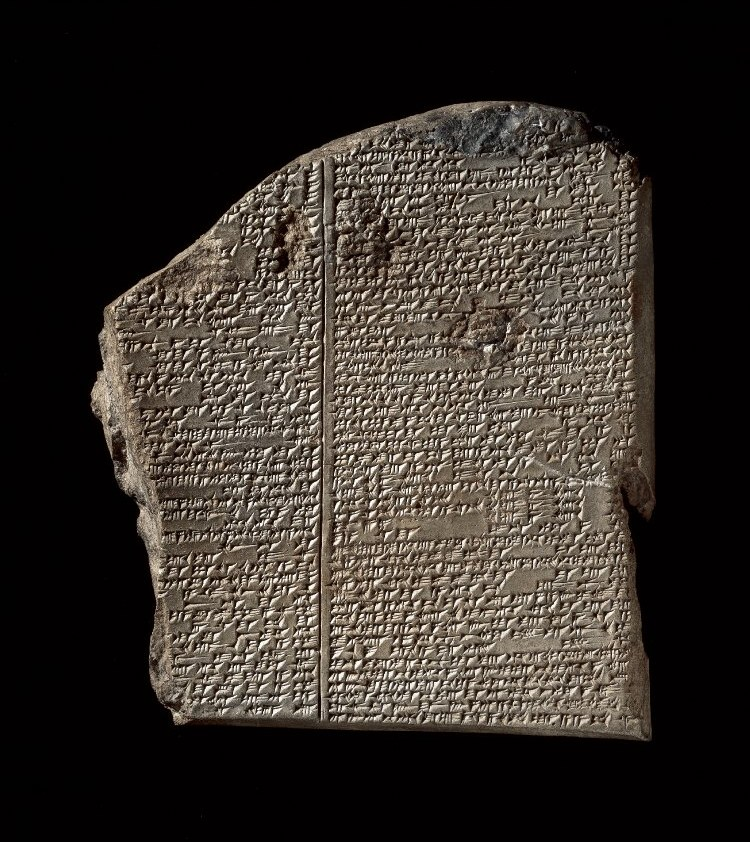
A Gilgames-eposz, az akkád irodalom remekművének egyik táblája

Különbséget tett a nemek között (nőnem és hímnem); e tekintetben különböztek a személyes névmások és az igeragozások is. Három nyelvtani eset létezett a névszók számára (alanyeset, birtokoseset, tárgyeset), valamint minden személynek megvolt a maga igeragozása.
Az akkád névszókat nem, szám és eset szerint deklinálták. Két nemük volt, hím- és nőnem. A mellékneveket a főnevekkel egyformán ragozták.
Az igéknek volt egyes, kettes és többes számuk is.

### Fő- és melléknévragozás
rövidítések: hn = hímnem, nn = nőnem
| szám                  | eset        | főnév (hn) | főnév (nn) | melléknév (hn) | melléknév (nn) |
| egyes szám            |             |            |            |                |                |
| --------------------- | ----------- | ---------- | ---------- | -------------- | -------------- |
| egyes szám            | nominativus | šarr-um    | šarr-at-um | dann-um        | dann-at-um     |
| egyes szám            | genitivus   | šarr-im    | šarr-at-im | dann-im        | dann-at-im     |
| egyes szám            | accusativus | šarr-am    | šarr-at-am | dann-am        | dann-at-am     |
| kettes szám           |             |            |            |                |                |
| nominativus           | šarr-ān     | šarr-at-ān |            |                |                |
| accusativus–genitivus | šarr-īn     | šarr-at-īn |            |                |                |
| többes szám           |             |            |            |                |                |
| nominativus           | šarr-ū      | šarr-āt-um | dann-ūt-um | dann-āt-um     |                |
| accusativus–genitivus | šarr-ī      | šarr-āt-im | dann-ūt-im | dann-āt-im     |                |

### Igeragozás
rövidítések: E1 = egyes szám első személy, E2 = egyes szám második személy, E3 = egyes szám harmadik személy, T1 = többes szám első személy, T2 = többes szám második személy, T3 = többes szám harmadik személy, hn = hímnem, nn = nőnem
Az akkád nyelv az ősi ragozó nyelvek többségéhez (és a magyarhoz) hasonlóan nem ismeri a jövő idejű igeragozást, a jövő idejűséget összetett szerkezetekkel fejezte ki.
|         | múlt idő | befejezett            | jelen idő | felszólító mód        | összevont rag                | főnévi igenév | aktív melléknévi igenév    | melléknévi igenév         |
| ------- | -------- | --------------------- | --------- | --------------------- | ---------------------------- | ------------- | -------------------------- | ------------------------- |
| E1      | aprus    | aptaras               | aparras   |                       | parsāku                      | parāsum       | pārisum (hn) pāristum (nn) | parsum (hn) paristum (nn) |
| T1      | niprus   | niptaras              | niparras  | parsānu               |                              | parāsum       | pārisum (hn) pāristum (nn) | parsum (hn) paristum (nn) |
| E2 (hn) | taprus   | taptaras              | taparras  | purus                 | parsāta                      | parāsum       | pārisum (hn) pāristum (nn) | parsum (hn) paristum (nn) |
| E2 (nn) | taprusī  | taptarsī (*taptarasī) | taparrasī | pursi                 | parsāti                      | parāsum       | pārisum (hn) pāristum (nn) | parsum (hn) paristum (nn) |
| T2      | taprusā  | taptarsā              | taparrasā | pursa                 | parsātunu (hn) parsātina(nn) | parāsum       | pārisum (hn) pāristum (nn) | parsum (hn) paristum (nn) |
| E3      | iprus    | iptaras               | iparras   |                       | paris                        | parāsum       | pārisum (hn) pāristum (nn) | parsum (hn) paristum (nn) |
| T3 (hn) | iprusū   | iptarsū (*iptarasū)   | iparrasū  | parsat                |                              | parāsum       | pārisum (hn) pāristum (nn) | parsum (hn) paristum (nn) |
| T3 (nn) | iprusā   | iptarsā'(*iptarasā)   | iparrasā  | parsū (hn) parsā (nn) |                              | parāsum       | pārisum (hn) pāristum (nn) | parsum (hn) paristum (nn) |

### Főnév, melléknév és melléknévi igenév állandó ragjai
|         | főnév (šarrum) | melléknév (rapšum) | melléknévi igenév (parsum) |
| ------- | -------------- | ------------------ | -------------------------- |
| E1      | šarr-āku       | rapš-āku           | pars-āku                   |
| T1      | šarr-ānu       | rapš-ānu           | pars-ānu                   |
| E2 (hn) | šarr-āta       | rapš-āta           | pars-āta                   |
| E2 (nn) | šarr-āti       | rapš-āti           | pars-āti                   |
| T2 (hn) | šarr-ātunu     | rapš-ātunu         | pars-ātunu                 |
| T2 (nn) | šarr-ātina     | rapš-ātina         | pars-ātina                 |
| E3 (hn) | šar-Ø          | rapaš-Ø            | paris-Ø                    |
| E3 (nn) | šarr-at        | rapš-at            | pars-at                    |
| T3 (hn) | šarr-ū         | rapš-ū             | pars-ū                     |
| T3 (nn) | šarr-ā         | rapš-ā             | pars-ā                     |

### Személyes névmások
|         |         | nominativus | nominativus | acc–gen            | acc–gen     | dativus               | dativus     |
| személy | személy | egyes szám  | többes szám | egyes szám         | többes szám | egyes szám            | többes szám |
| ------- | ------- | ----------- | ----------- | ------------------ | ----------- | --------------------- | ----------- |
| én      | én      | anāku       | nīnu        | yāti               | niāti       | yāšim                 | niāšim      |
| te      | hn      | atta        | attunu      | kāti               | kunūti      | kāšim                 | kunūšim     |
| te      | nn      | atti        | attina      | kāti               | kināti      | kāšim                 | kināšim     |
| ő       | hn      | šū          | šunu        | šātilu (šātilu)    | šunūti      | šuāšim (šāšim)        | šunūšim     |
| ő       | nn      | šī          | šina        | šiāti (šuāti;šāti) | šināti      | šiāšim (šāšim, šāšim) | šināšim     |

### Számnevek
| #    | tőszámnév (hn) | tőszámnév (nn) | sorszámnév (hn) | sorszámnév (nn) |
| ---- | -------------- | -------------- | --------------- | --------------- |
| 1    | ištēn          | išteʾat ištāt  | ištēn           | išteʾat         |
| 2    | šinā           | šittā          | šanûm           | šanītum         |
| 3    | šalāš          | šalāšat        | šalšum          | šaluštum        |
| 4    | erbē           | erbēt          | rebûm           | rebūtum         |
| 5    | ḫamiš          | ḫamšat         | ḫamšum          | ḫamuštum        |
| 6    | šediš          | šiššet         | šeššum          | šeduštum        |
| 7    | sebē           | sebēt          | sebûm           | sebūtum         |
| 8    | samānē         | samānat        | samnum samnûm   | samuntum        |
| 9    | tešē           | tišīt          | tišûm tešûm     | tišūtum tešūtum |
| 10   | ešer           | ešeret         | ešrum           | ešurtum         |
| 60   | šūš            | šūš            |                 |                 |
| 100  | meʾat, māt     | meʾat, māt     |                 |                 |
| 1000 | līm            | līm            |                 |                 |

## Forrásművek
- (angolul) Bussmann, Hadumod (1996). Routledge Dictionary of Language and Linguistics. New York: Routledge. ISBN 0-415-20319-8
- (angolul) Caplice, Richard (1980). Introduction to Akkadian. Rome: Biblical Institute Press. (1983: ISBN 88-7653-440-7; 1988, 2002: ISBN 88-7653-566-7) (Az 1980-as kiadás elérhető a világhálón.)
- (angolul) Huehnergard, John (2005). A Grammar of Akkadian (Second Edition). Eisenbrauns. ISBN 1-57506-922-9
- (angolul) Marcus, David (1978). A Manual of Akkadian. University Press of America. ISBN 0-8191-0608-9
- (angolul) Mercer, Samuel A B (1961). Introductory Assyrian Grammar. New York: F Ungar. ISBN 0-486-42815-X
- (németül) Soden, Wolfram von (1952). Grundriss der akkadischen Grammatik. Analecta Orientalia 33. Roma: Pontificium Institutum Biblicum. (3. kiad.: ISBN 88-7653-258-7)
- (magyarul) Dobos Károly Dániel: Sém fiai – A sémi nyelvek és a sémi írásrendszerek története (Pázmány Egyetem eKiadó és Szent István Társulat: Budapest, 2013) 65-94.